# Ermanine
L'ermanine est un composé organique de la famille des flavonols O-méthylés, un type de flavonoïdes. Elle est notamment présente dans Tanacetum microphyllum.